# Вулиця Майора Пугача (Кременчук)
Ву́лиця Майора Пугача — одна з вулиць Кременчука. Протяжність близько 1200 метрів.

## Розташування
Вулиця розташована в нагірній частині міста. Починається з вул. Єднання України та прямує на північний схід, де входить у вул. Вадима Пугачова.
Проходить крізь такі вулиці (з початку вулиці до кінця):
- Пров. Бєлінського
- Вадима Бойка
- Пров. Льва Толстого
- Гвардійський пров.
- Пров. Тесленка

## Будівлі та об'єкти
- Буд. № 18  — Відділення поштового зв'язку № 2[4].
- Буд. № 21 — Мале приватне підприємство «Митра»[5].
- Буд. № 25 — ЗОШ № 18[1].
- Буд. № 35-А — Обласна санітарно-епідеміологічна станція[3].
- Буд. № 54/17 — Ліцей з посиленою військово-фізичною підготовкою[2].